# Comunità territoriale di Chrystynivka
La Comunità territoriale urbana di Chrystynivka (in ucraino Христинівська міська громада?) è una hromada ucraina, situata nel distretto di Uman' e nell'oblast' di Čerkasy. Il suo centro amministrativo è la città di Chrystynivka.
L'area della comunità è di 607,4 km², e la popolazione è di 32 241 abitanti (dato del 2020).

## Suddivisioni

### Città
- Chrystynivka

### Insediamenti di tipo rurale
- Chasanivka
- Ivanivka
- Jary
- Syči
- Verchnjačka

### Villaggi
- Bahačivka
- Botvynivka
- Čajkivka
- Chrystynivka
- Hreblja
- Ivanhorod
- Jahubec'
- Kozače
- Kuz'myna Hreblja
- Lyščynivka
- Mala Ivanivka
- Mala Sevastjanivka
- Oradivka
- Ositna
- Penižkove
- Rozsišky
- Šel'pachivka
- Šukajvoda
- Syčivka
- Talalaïvka
- Uhluvatka
- Velyka Sevastjanivka
- Verbuvata
- Veselivka
- Viktorivka
- Vil'šanka
- Zajačkivka
- Zorjane